# Khalili Khalif
Khalili Khalif (* 3. Januar 1997 in Singapur), mit vollständigen Namen Muhammad Khalili bin Khalif, ist ein singapurischer Fußballspieler.

## Karriere
Khalili Khalif steht seit 2018 bei Balestier Khalsa unter Vertrag. Der Verein spielt in der ersten Liga, der Singapore Premier League. Bisher absolvierte er 30 Erstligaspiele. Seit dem 1. Juli 2020 leistet er seinen Militärdienst.